# VriendenLoterij Miljonairs
BankGiro Miljonairs (trước 2011 là Lotto Weekend Miljonairs, viết tắt là Weekend Miljonairs) là một chương trình trò chơi của Hà Lan dựa chương trình của Vương quốc Anh là Who Wants to Be a Millionaire?. Chương trình do Robert ten Brink dẫn chương trình. Vào năm 2011, Jeroen van der Boom thay thế ông làm dẫn chương trình. Mục tiêu chính của trò chơi là giành được 1 triệu euro bằng cách trả lời đúng 15 câu hỏi trắc nghiệm. Nó đã được trình chiếu từ ngày 6 tháng 2 năm 1999. Từ ngày 6 tháng 2 năm 1999 đến tháng 2 năm 2006 và năm 2011, chương trình được phát sóng trên SBS 6, và từ ngày 4 tháng 3 năm 2006 đến ngày 24 tháng 5 năm 2008, nó được chiếu trên RTL 4.

## Lịch sử phát sóng

### (Lotto) Weekend Miljonairs(1999–2008; 2011)
Thỏa thuận tài trợ với Lotto
Ngay từ khi mới phát sóng, hãng xổ số Hà Lan Lotto đã là nhà tài trợ chính của chương trình. Tuy nhiên, trong những mùa đầu tiên (từ khoảng 1999 đến 2001), chương trình chỉ được biết đến với cái tên Weekend Miljonairs. Sau đó, chương trình được đổi thành Lotto Weekend Miljonairs. Việc thỏa thuận tài trợ với Lotto đồng nghĩa với việc chương trình rút thăm Lotto hàng tuần được phát sóng chung. Các quả bóng xổ số cũng được đưa vào hình hiệu và trang trí trường quay trong giai đoạn này. Ngoài tên của nhà tài trợ được đưa vào tiêu đề và biểu trưng của chương trình, cây tiền và đồ họa tín dụng kết thúc, đồ họa kết quả Hỏi khán giả, séc và Fastest Finger First, màn hình cũng có các yếu tố trong thiết kế công ty của Lotto như biểu tượng xổ số, quả bóng xổ số hoặc nền màu vàng.
1999–2008 : Định dạng truyền thống với Robert ten Brink (SBS6, sau đó là RTL 4)
Chương trình được phát sóng vào ngày 6 tháng 2 năm 1999 trên SBS6 và được do Robert ten Brink làm MC. Vào tháng 2 năm 2006, có thông báo rằng chương trình sẽ chuyển từ SBS6 sang RTL 4 vào tháng sau. Được biết, Lotto muốn phiên bản hàng tuần của mình ở một vị trí nổi bật hơn trong suốt chương trình, điều mà SBS6 không đồng ý. Người dẫn chương trình Robert ten Brink ngay lập tức đã hủy hợp đồng của mình với SBS6 và ký tiếp với RTL ngay sau khi thông báo.
2008 : Buộc ngừng sản xuất
Vào ngày 2 tháng 11 năm 2007, Lotto thông báo rằng họ sẽ ngừng tài trợ cho chương trình vào giữa năm 2008 và sẽ không gia hạn hợp đồng. RTL không muốn từ bỏ chương trình nên đã miệt mài tìm kiếm nhà tài trợ mới nhưng cuối cùng đã thất bại. Tập cuối cùng được phát sóng trên RTL 4 là ngày 24 tháng 5 năm 2008. Mặc dù có đồn đoán chương trình quay trở lại vào mùa hè năm 2008 nhưng vào ngày 26 tháng 6 năm 2008, RTL đã thông báo rằng chương trình sẽ không phát sóng.
Robert ten Brink sẽ trở thành người dẫn chương trình Het Moment Van De Waarheid, phiên bản tiếng Hà Lan của The Moment of Truth.
2011 : Định dạng đồng hồ với Jeroen van der Boom (SBS 6)
Năm 2011, Lotto muốn tổ chức một mùa mới của Lotto Weekend Miljonairs nhưng không do Robert ten Brink dẫn. Tuy nhiên, RTL chỉ muốn sản xuất mùa mới trong đó có Robert. Vì lý do đó, chương trình đã trở lại SBS6 vào ngày 12 tháng 3 năm 2011 với một người dẫn chương trình mới nhưng lại được tài trợ bởi Lotto. Tập cuối cùng được phát sóng vào ngày 15 tháng 10 năm 2011.
Khác với phiên bản trước, đây là phiên bản theo format đồng hồ và người chơi sẽ phải trả lời 12 câu hỏi. Giải thưởng cao nhất vẫn không đổi.

### BankGiro Miljonairs(Từ 2019)
Từ năm 2019 : Sự trở lại của định dạng truyền thống và Robert ten Brink (RTL 4)
Vào ngày 5 tháng 2 năm 2019, đã có thông báo rằng chương trình sẽ được hồi sinh trên RTL 4 với tên BankGiro Millionaires. Robert ten Brink trở lại với tư cách là dẫn chương trình. Tập đầu tiên của mùa mới được phát sóng vào ngày 25 tháng 5 năm 2019. Phiên bản này không còn được tài trợ bởi Lotto mà thay vào đó là BankGiro Loterij. Do đó, chương trình rút thăm xổ số hàng tuần sẽ không còn là một phần của chương trình. Thay vào đó, một lễ trao giải của BankGiro Loterij có thể được nhìn thấy trong suốt chương trình. Khán giả hoàn toàn bao gồm những người giữ vé của Bankgiro Loterij, những người phải trả lời mười câu hỏi trước khi chương trình diễn ra. Tám khán giả có kết quả tốt nhất (nhiều câu trả lời đúng nhất trong thời gian ngắn nhất) sẽ được tham gia vòng Bấm bàn phím Nhanh nhất, vòng quyết định ai sẽ chơi với số tiền triệu trên Ghế nóng.

## Quy tắc
Năm 2011, khi một thí sinh trả lời đúng câu hỏi thứ hai, người đó sẽ ra về với ít nhất 1.000 €. Khi một thí sinh trả lời đúng câu hỏi thứ bảy, anh ta sẽ ra về với ít nhất 25.000 €.
Có bốn quyền trợ giúp: 50:50, Gọi điện thoại cho người thân (Bel een vriend), Hỏi ý kiến khán giả trong trường quay (Vraag het aan het publiek), và Chuyển câu hỏi (De wisselvraag, trong phiên bản 2011). Chuyển câu hỏi sẽ được kích hoạt khi thí sinh trả lời đúng câu hỏi thứ bảy.

## Người chiến thắng
Ad van der Kemp, thí sinh đầu tiên trong chương trình đã giành được ƒ16,000.
Chương trình đã hai lần giành được chiến thắng, vào ngày 6 tháng 1 năm 2001 bởi Hans Peters (người đã giành được ƒ1.000.000)  và Henny đến từ Lelystad vào ngày 29 tháng 8 năm 2020 (người đã giành được 1.000.000 €).
Cho đến năm 2020, lần duy nhất có người cán mốc câu hỏi thứ 15 mà không dừng cuộc chơi là vào ngày 20 tháng 12 năm 2003 bởi thí sinh Menno de Ruijter, nhưng anh ấy đã mất 234.000 € trong số 250.000 € mà anh ta có.
Cũng đã có một vài người trả lời sai 5 câu đầu, bao gồm Rob Wennekedonck vào ngày 7 tháng 10 năm 2006, Peter Lindhout vào ngày 17 tháng 3 năm 2007  (cả hai đều trả lời sai câu hỏi thứ 4) và một thí sinh nữ khác năm 2011 (trượt câu hỏi thứ 2).
Đã có 4 thí sinh dừng lại ở câu hỏi thứ 15; các thí sinh là Ada Peters với ƒ500.000 vào ngày 12 tháng 2 năm 2000, Peter Hagendoorn với ƒ500.000 vào ngày 31 tháng 3 năm 2001, Jacqueline Hooiveld với 250.000 € vào ngày 3 tháng 6 năm 2006, và Richard de Bree với 500.000 € vào ngày 2 tháng 7 năm 2011 

## Thang tiền
| Số câu hỏi | Giá trị câu hỏi | Giá trị câu hỏi |
| Số câu hỏi | 2011            | 2019–           |
| ---------- | --------------- | --------------- |
| 1          | € 500           | € 50            |
| 2          | 1.000 €         | € 100           |
| 3          | 2.000 €         | € 150           |
| 4          | 4.000 €         | € 250           |
| 5          | € 8.000         | € 500           |
| 6          | € 16,000        | 1.000 €         |
| 7          | 25.000 €        | 2.000 €         |
| số 8       | 50.000 €        | 4.000 €         |
| 9          | 100.000 €       | € 8.000         |
| 10         | 250.000 €       | € 16,000        |
| 11         | 500.000 €       | € 32,000        |
| 12         | € 1.000.000     | 64.000 €        |
| 13         | N / A           | 125.000 €       |
| 14         | N / A           | 250.000 €       |
| 15         | N / A           | € 1.000.000     |

| Số câu hỏi | Giá trị câu hỏi        | Giá trị câu hỏi |
| Số câu hỏi | 1999-2001              | 2002-2008       |
| ---------- | ---------------------- | --------------- |
| 1          | ƒ50 (€ 22)             | € 25            |
| 2          | ƒ100 (€ 45)            | € 50            |
| 3          | ƒ250 (€ 113)           | 125 €           |
| 4          | ƒ500 (€ 226)           | € 250           |
| 5          | ƒ1,000 (€ 453)         | € 500           |
| 6          | ƒ2,000 (€ 907)         | 1.000 €         |
| 7          | ƒ4,000 (€ 1,815)       | 2.000 €         |
| số 8       | ƒ8,000 (€ 3,630)       | 4.000 €         |
| 9          | ƒ16,000 (€ 7,260)      | € 8.000         |
| 10         | ƒ32.000 (€ 14.520)     | € 16,000        |
| 11         | ƒ64,000 (€ 29,041)     | € 32,000        |
| 12         | ƒ125.000 (€ 56.722)    | 64.000 €        |
| 13         | ƒ250,000 (€ 113.445)   | 125.000 €       |
| 14         | ƒ500.000 (€ 226.890)   | 250.000 €       |
| 15         | ƒ1.000.000 (€ 453.780) | € 1.000.000     |